# Mochlosoma laudatum
Mochlosoma laudatum là một loài ruồi trong họ Tachinidae.